# Paul Sturzenegger
Paul «Sturzi» Sturzenegger (* 7. Juni 1902 in Rosario, Argentinien; † 19. Mai 1970 in Lugano) war ein Schweizer Fussballspieler.

## Karriere
Sturzenegger wurde 1902 in Rosario, Argentinien als Sohn einer Auswandererfamilie geboren. Die Familie kehrte jedoch in die Schweiz zurück, und Sturzenegger gründete in Zürich mit anderen jugendlichen Fussballspielern den FC International Zürich. 1919 wechselte Sturzenegger zum FC Zürich. 1924 wurde er mit dem Club Schweizer Meister. Nachdem er zwei Jahre zuvor sein Debüt für die Schweizer Nationalmannschaft gegeben hatte, wurde er kurz nach dem Meisterschaftsgewinn in das Kader für die Olympischen Sommerspiele 1924 in Paris berufen. Die Mannschaft gewann am Ende Silber. Jedoch kam es zu einem kleinen Skandal, weil Sturzenegger im Halbfinal und im Endspiel nur auf der Ersatzbank sass. Deutschsprachige Kreise waren der Überzeugung, dass Robert Pache vom Servette FC, für den auch Nationaltrainer Teddy Duckworth zu dieser Zeit verantwortlich war, den Vorzug erhielt.
1925 wechselte Sturzenegger zum FC Lugano, für den er bis 1932 aktiv war und diesen später zwischen 1942 und 1944 trainierte.
Während seiner aktiven Karriere erzielte er in 458 Meisterschaftsspielen für den FC Zürich und den FC Lugano 426 Tore.